# William Craven (1er comte de Craven, 1770-1825)
Pour les articles homonymes, voir William Craven.
William Craven, 1er comte de Craven (28 septembre 1770 - 30 juillet 1825) est un militaire britannique.

## Jeunesse
Il est le fils aîné de William Craven (6e baron Craven), et de son épouse Elizabeth Berkeley et le frère de Maria Craven (épouse de William Molyneux (2e comte de Sefton)) et Arabella Craven (épouse du général Frederick St John (général)). En 1780, après treize ans de mariage, ses parents se séparent définitivement. Après la mort de son père en 1791, sa mère épouse Charles-Alexandre de Brandebourg-Ansbach-Bayreuth. L'épouse de Charles, la princesse Frederica Caroline de Saxe-Coburg-Saalfeld, est également décédée plus tôt en 1791.
Son grand-père paternel est le révérend John Craven, frère de William Craven, 5e baron Craven, auquel son père succède en tant que baron Craven en 1769. Ses grands-parents maternels sont Augustus Berkeley (4e comte de Berkeley) et Elizabeth Drax (une fille de Henry Drax).

## Carrière
Il succède à son père comme septième baron Craven en 1791. En 1801, il est créé vicomte Uffington, dans le comté de Berkshire, et comte de Craven, dans le comté de York. Le comté est une renaissance du titre détenu par son parent et homonyme du 17e siècle William Craven (1er comte de Craven).
Il est officier dans le 43e (Monmouthshire) Régiment d'infanterie en 1793, et sert ensuite dans les 80e et 84e Régiments. En 1798, Craven est nommé aide de camp du roi George III, en service jusqu'en 1805 puis sert aux Pays-Bas et en Méditerranée, atteignant finalement le grade de major-général.
De 1819 jusqu'à sa mort en 1825, Lord Craven est Lord Lieutenant du Berkshire et s'est opposé à l'émancipation catholique.

## Vie privée
En 1807, Craven épouse Louisa Brunton, célèbre actrice. Louisa est une fille de John Brunton, un épicier qui devient plus tard acteur et directeur du Norwich Theatre. Elle est la plus jeune de six sœurs, dont l'une, Ann Brunton Merry (en), est également actrice, et épouse le poète et dilettante Robert Merry. Ensemble, ils ont :
- William Craven (2e comte Craven) (1809–1866), qui épouse Emily Mary Grimston, la deuxième fille de James Grimston (1er comte de Verulam)[4]
- George Augustus Craven (1810-1836), un officier de l'armée qui épouse Georgina Smythe, une fille de Walter Smythe. Sa sœur, Maria est une maîtresse de longue date de George IV avant de devenir roi. Après la mort de Craven, Georgina épouse Edmond, duc de la Force.
- Frederick Keppel Craven (1812-1864), joueur de cricket
- Louisa Elizabeth Craven (décédée en 1858), qui épouse Frederick Johnstone, 7e baronnet. Après sa mort, elle épouse Alexander Oswald, un député d'Ayrshire

Lord Craven réside principalement à l'abbaye de Coombe, près de Coventry dans le Warwickshire et occasionnellement à Hamstead Marshall dans le Berkshire. Il n'est pas entièrement oublié - Harriette Wilson commence son célèbre mémoire, "Je ne dirai pas pourquoi et comment je suis devenue, à l'âge de quinze ans, la maîtresse du comte de Craven".
Il est décédé en juillet 1825, à l'âge de 54 ans, et son fils William lui succède.